# Сделано в России (альбом)
| Оценки критиков | Оценки критиков |
| Источник        | Оценка          |
| --------------- | --------------- |
| Darkside        | 8/10            |

«Сделано в России» — дебютный концертный альбом группы «Ария», выпущенный в 1996 году. Записан в ходе тура, посвящённого выходу альбома «Ночь короче дня» и 10-летию группы. Альбом состоит из 20 треков, разбитых на 2 диска.
Название концертного альбома «Сделано в России» дано по аналогии с концертным альбомом группы «Deep Purple» «Made in Japan» («Сделано в Японии»).

## Сет-лист концерта
В альбом вошли 8 из 9 (кроме песни «Зверь») треков шестого студийного альбома «Ночь короче дня» (1995). Это объясняется тем, что альбом был записан во время гастрольного тура «Ночь короче дня».
В альбом не вошёл ни один из треков второго студийного альбома «С кем ты?» (1986). Это объясняется тем, что музыку к альбому «С кем ты?» полностью написали гитарист Андрей Большаков и басист Алик Грановский, которые после раскола 1986 года основали группу «Мастер». Валерий Кипелов выступил соавтором всего одного трека — «Без тебя», а песен, написанных Холстининым, там и нет вовсе.
Это первый с 1987 года альбом, записанный без участия Сергея Маврина в составе — Кипелов, Холстинин, Терентьев, Дубинин и Манякин. В этом составе «Ария» просуществует до раскола в 2002 году.
Альбом станет лидером хит-парадов и продаж, что подтолкнёт к выпуску одноимённого концертного диска в 1998 году с сокращённой программой. Это объясняется дороговизной производства видеозаписи.
Три композиции из альбома «Герой асфальта» (1987) исполняются на концертных альбомах чаще всего. Композиция «Улица роз» вошла во все 6, композиции «Герой асфальта» и «Баллада о древнерусском воине» вошли в 5 из 6 (кроме альбома «Пляска ада» (2007) и «В жёлтом круге арены» (2011) соответственно).
В отличие от студийной версии композиции «Прощай, Норфолк!», выходившей в альбоме «Кровь за кровь», перед версией композиции в этом альбоме звучит словесное описание реальной ситуации, положенной в основу текста песни. Притом в видеоверсии альбома это вступление уже отсутствует.
Песня «Король дороги» из альбома «Ночь короче дня» (1995) посвящена барабанщику группы Александру Манякину, который попал в серьёзную аварию на своём внедорожнике из-за превышения скорости. Об этом свидетельствует представление песни Кипеловым на концерте «Сделано в России»: «Песня посвящается нашему барабанщику, отчаянному гонщику на машине!».

## Список композиций CD

### Диск 1
Все тексты написаны Маргаритой Пушкиной.
| №   | Название                 | Музыка                                                                  | Длительность |
| --- | ------------------------ | ----------------------------------------------------------------------- | ------------ |
| 1.  | «Рабство иллюзий»        | Виталий Дубинин, Владимир Холстинин                                     | 5:44         |
| 2.  | «Паранойя»               | Дубинин                                                                 | 5:12         |
| 3.  | «Раскачаем этот мир»     | Дубинин, Холстинин                                                      | 6:22         |
| 4.  | «Король дороги»          | Дубинин, Холстинин                                                      | 4:13         |
| 5.  | «Ангельская пыль»        | Дубинин, Холстинин                                                      | 5:53         |
| 6.  | «Уходи и не возвращайся» | Дубинин                                                                 | 3:56         |
| 7.  | «Антихрист»              | Дубинин, Холстинин                                                      | 5:18         |
| 8.  | «Возьми моё сердце»      | Валерий Кипелов либо Валерий Кипелов, Сергей Маврин, Холстинин, Дубинин | 4:22         |
| 9.  | «Следуй за мной!»        | Кипелов                                                                 | 4:42         |
| 10. | «Ночь короче дня»        | Дубинин, Холстинин                                                      | 7:16         |

### Диск 2
Все тексты написаны Маргаритой Пушкиной, если не указано другое.
| №   | Название                        | Текст песни    | Музыка                     | Длительность |
| --- | ------------------------------- | -------------- | -------------------------- | ------------ |
| 1.  | «Прощай, Норфолк!»              |                | Дубинин, Холстинин         | 6:17         |
| 2.  | «Волонтёр»                      | Александр Елин | Холстинин, Алик Грановский | 4:59         |
| 3.  | «Дух войны»                     |                | Дубинин                    | 5:01         |
| 4.  | «Тореро»                        |                | Грановский                 | 5:46         |
| 5.  | «Бой продолжается»              |                | Дубинин, Холстинин         | 5:55         |
| 6.  | «Всё, что было»                 |                | Дубинин, Кипелов           | 5:02         |
| 7.  | «Герой асфальта»                |                | Маврин, Дубинин            | 5:06         |
| 8.  | «Улица роз»                     |                | Дубинин                    | 6:26         |
| 9.  | «Дай жару!»                     |                | Дубинин, Холстинин         | 5:12         |
| 10. | «Баллада о древнерусском воине» |                | Холстинин, Дубинин         | 7:44         |

## Концертное видео
Трек «Воля и разум» из альбома «С кем ты?» (1986) вошёл в видеодиск после получения согласия от группы «Мастер».
30 мая 1997 в развлекательном комплексе «Московский дворец молодёжи» (МДМ) был записан одноимённый видеодиск с сокращенной программой (15 треков), издан в 1998 году.
Видео-программа вышла укороченной из-за нехватки места на видеокассете. В Интернете можно обнаружить также видео песен «Баллада о древнерусском воине» и «Дай жару!» в хорошем качестве и песню «Паранойя» в плохом качестве.
Список композиций:
| №  | Название                                       |
| -- | ---------------------------------------------- |
| 1  | Рабство иллюзий                                |
| 2  | Раскачаем этот мир                             |
| 3  | Король дороги                                  |
| 4  | Антихрист                                      |
| 5  | Ангельская пыль                                |
| 6  | Дух войны                                      |
| 7  | Ночь короче дня                                |
| 8  | Возьми моё Сердце                              |
| 9  | Прощай, Норфолк!                               |
| 10 | Волонтёр                                       |
| 11 | Тореро                                         |
| 12 | Герой асфальта                                 |
| 13 | Улица роз                                      |
| 14 | Воля и разум (заявлена, но запись отсутствует) |
| 15 | Баллада о древнерусском воине (только на VHS)  |
| 16 | Дай жару (только на VHS)                       |
| 17 | Паранойя (не вошла)                            |